# 多尔帕特省
多尔帕特省（波蘭語：Województwo dorpackie或województwo derpskie）是利沃尼亚公国行政区划和地方政府，1598年建立，直到1598年瑞典王国在1620年代征服利沃尼亚时撤销。

## 政府部门所在地
省总督所在地：
- 多尔帕特（塔尔图）

## 省总督
多尔帕特省总督。
1. 奥托·登荷夫
2. 达基伯格·卡恩科夫斯克
3. 米科瓦耶·基施卡
4. 卡斯珀·登荷夫
5. 齐格蒙特·欧帕茨基
6. 里夫·库尔迟
7. 安德热·莱什琴斯基
8. 齐格蒙特·维布拉诺夫斯克
9. 瓦迪斯瓦夫·莱什琴斯基